# Dagmar Isabell Schmidbauer
Dagmar Isabell Schmidbauer (* 1962 in Stuttgart) ist eine deutsche Autorin und Journalistin.

## Leben
Sie wurde in Stuttgart geboren, ist im Rhein-Main-Gebiet aufgewachsen und lebte viele Jahre im Bayerischen Wald, bis sie nach Passau kam.

## Werke
- Dann stirb doch selber! Edition Zweihorn, Neureichenau 2003, ISBN 3-935265-10-7
- Tote Engel. MZ-Buchverlag, Regensburg 2006, ISBN 978-3-934863-36-1, ISBN 978-3-934863-36-1
- Marionette des Teufels. Edition Renumero, Neureichenau 2011, ISBN 978-3-943395-00-6
- Der Tote vom Oberhaus. Edition Renumero, Neureichenau 2012, ISBN 978-3-943395-01-3, ISBN 978-3-943395-06-8
- Und dann kam das Wasser. Edition Renumero, Neureichenau 2013, ISBN 978-3-943395-02-0
- Todesfalle Campus. Edition Renumero, Passau 2016, ISBN 978-3-943395-03-7
- Goldgier. Edition Renumero, Windorf 2018, ISBN 978-3-943395-04-4
- Tödliche Kunst. Edition Renumero, Windorf 2020, ISBN 978-3-943395-05-1